# Wiarchouje (rejon bieszenkowicki)
Wiarchouje (biał. Вярхоўе; ros. Верховье, hist. Wierzchów, Kasperowo) – agromiasteczko na Białorusi, w rejonie bieszenkowickim obwodu witebskiego, około 10 km na południe od Bieszenkowicz.
Wieś szlachecka położona była w końcu XVIII wieku w województwie połockim.

## Historia
Dobra Kasperowo były dziedzictwem rodziny Stabrowskich. Wg Słownika geograficznego Królestwa Polskiego Onufry Stabrowski, łowczy orszański sprzedał je w 1763 roku Marcinowi Niemirowiczowi-Szczyttowi. Tymczasem już w 1749 dobra te należały do ojca Marcina - Adama Niemirowicza-Szczytta. W rękach rodziny Niemirowiczów-Szczyttów majątek ten, z czasem nazwany Wierzchowem (Wierchowem), pozostawał do przełomu XIX i XX wieku, kiedy został sprzedany.
Po II rozbiorze Polski w 1793 roku Kasperowo, wcześniej należące do województwa połockiego Rzeczypospolitej, znalazło się na terenie powiatu lepelskiego guberni witebskiej Imperium Rosyjskiego.
W 1863 roku wzniesiono tu cerkiew św. Trójcy. Została zburzona po 1914 roku.
Po ustabilizowaniu się granicy polsko-radzieckiej w 1921 roku Wierzchów znalazł się na terenie ZSRR. Od 1991 roku – na terenie Republiki Białorusi.
Obecnie Wiarchouje jest siedzibą sielsowietu.

## Dawny dwór
Najprawdopodobniej Marcin Niemirowicz-Szczytt wzniósł tu murowany dwór, który zachował się wraz z bogatym wyposażeniem do I wojny światowej. Był to parterowy budynek, zbudowany na wysokiej podmurówce, zaprojektowany na planie prostokąta. W centralnej części frontu miał portyk złożony z czterech doryckich kolumn. W XIX wieku dobudowano do dworu dwa prostopadłe skrzydła, tworzące literę „U”. Wszystkie pokoje były ogrzewane płaskimi piecami kaflowymi.
Po prawej stronie domu stał piętrowy lamus z gankiem oraz galeryjką na wysokości I piętra i zewnętrznymi schodami.
Na wprost portyku, przed wielkim gazonem znajdowała się brama wjazdowa.
Park miał ponad 17 ha, w XIX wieku był przeprojektowany przez Waleriana Kronenberga w stylu krajobrazowym. Park przechodził płynnie w las.
Dwór w Wierzchowie został zniszczony po 1914 roku, został opisany w 1. tomie Dziejów rezydencji na dawnych kresach Rzeczypospolitej Romana Aftanazego.